# Robert Jastrow
Robert Jastrow (ur. 7 września 1925 w Nowym Jorku, zm. 8 lutego 2008 w Arlington, Wirginia) – astronom, fizyk i kosmolog, profesor Uniwersytetu Yale (1953–1954), Dartmouth College (Earth Sciences, 1981–1992) i Uniwersytetu Columbia, założyciel i pracownik NASA Goddard Institute for Space Studies (dyrektor w latach 1961–1981), dyrektor i przewodniczący rady nadzorczej Mount Wilson Observatory (1992–2003), popularyzator wiedzy. Pracował w NASA w czasie lotów na Księżyc. Angażując się w rozwiązywanie problemu globalnego ocieplenia stał na stanowisku, że jego przyczyny mogą mieć charakter naturalny.

## Książki
Napisał między innymi książki:
- Red Giants and White Dwarfs (1967), W. W. Norton & Company, 1990 3rd edition, ISBN 0-393-85004-8
- Astronomy: Fundamentals & Frontiers (1972) John Wiley & Sons, 1984 4th edition: ISBN 0-471-89700-0, 1990 5th edition: ISBN 0-471-82795-9
- Until the Sun Dies (1977), W. W. Norton & Company, ISBN 0-393-06415-8
- God And The Astronomers (1978), W. W. Norton & Company, 2000 2nd edition, ISBN 0-393-85006-4.
- The Enchanted Loom: Mind in the Universe (1981) Simon & Schuster; ISBN 0-671-43308-3, Touchstone 1983; ISBN 0-671-47068-X, Oxford Univ Press 1993 ; ISBN 88-435-3349-5.
- Journey to the Stars: Space Exploration—Tomorrow and Beyond (1990), Transworld Publishers, ISBN 0-593-01908-3, ISBN 0-553-34909-0
- Scientific Perspectives on the Greenhouse Problem (1990), Marshall Press, ISBN 0-915463-57-1 ISBN 978-0-915463-57-2